# Eusthenodon
Genre
Espèces de rang inférieur
- † Eusthenodon waengsjoei Jarvik, 1952, espèce type
- † Eusthenodon gavini Z. Johanson et A. Ritchie, 2000,

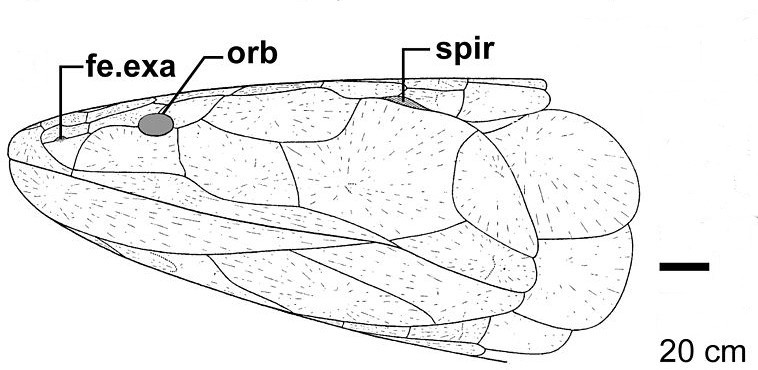
Dessin du crâne d'Eusthenodon waengsjoei.

Eusthenodon est un genre éteint de poissons à membres charnus (sarcoptérygiens) ayant vécu au cours du Dévonien supérieur (Frasnien et Famennien), il y a environ entre 383 et 359 Ma (millions d'années). Il appartient à la famille des Tristichopteridae, un clade qui s'est éteint à la fin du Dévonien et auquel appartient également le genre de grande taille Hyneria.
Ses restes fossiles sont connus pour l'espèce type au Groenland, en Russie, en Afrique du sud et en Belgique, ces derniers dans la formation géologique d'Evieux d'âge Famennien supérieur.
Une autre espèce au statut incertain, Eusthenodon gavini, a été décrite en 2000 par Z. Johanson et A. Ritchie.  

## Description
Eusthenodon mesurait environ 2,50 mètres de long. Il est considéré comme l'un des Tristichopteridae les plus évolués.